# If You Can't Beat 'Em, Bite 'Em
If You Can't Beat 'Em, Bite 'Em es el tercer álbum de estudio de Weird War.

## Lista de canciones
1. "Intro (Music for Masturbation)" − 1:42
2. "Grand Fraud" − 3:24
3. "Tess" − 3:00
4. "If You Can't Beat 'Em, Bite 'Em" − 3:58
  - voces por Jennifer Herrema (como "JJ Rox")
5. "Moment in Time" − 4:38
6. "Store Bought Pot" − 4:22
7. "AK-47" − 3:43
8. "N.D.S.P." − 4:34
9. "Chemical Rank" − 3:39
10. "Lickin' Stick" − 3:43
  - piano por Azita
11. "One by One" − 4:18